# Dobrești (gmina w okręgu Dolj)
Dobrești – gmina w Rumunii, w okręgu Dolj. Obejmuje miejscowości Căciulătești, Dobrești, Georocel, Murta i Toceni. W 2011 roku liczyła 2443 mieszkańców.